# Langenbach (Geroldsgrün)
Langenbach ist ein Gemeindeteil und eine Gemarkung der Gemeinde Geroldsgrün im Landkreis Hof (Oberfranken, Bayern). Die Gemarkung Langenbach hat eine Fläche von 4,976 km². Sie ist in 1569 Flurstücke aufgeteilt, die eine durchschnittliche Fläche von 3171,53 m² haben. In ihr liegen neben dem namensgebenden Ort die Gemeindeteile Hermesgrün und Mühlleithen. 2020 lebten 620 Einwohner in der Gemarkung Langenbach.

## Geografie
Das Kirchdorf liegt entlang des Langenbaches, eines rechten Zuflusses der Oelsnitz. Dessen Quelle befindet sich unweit der Ortsmitte. Die in Steinbach bei Geroldsgrün (2,8 km südlich) beginnende Kreisstraße HO 29 führt nach Carlsgrün (1,8 km ostnordöstlich). Die in Nordhalben (9,4 km westlich) beginnende Kreisstraße KC 23/HO 30 endet am nördlichen Ortsrand von Langenbach an der HO 29. Durch Langenbach führen mehrere Wanderwege, so der 12-Apostel-Weg, der Silla-Weg und der Seenweg.

## Geschichte
Zur Realgemeinde Langenbach gehörten Hermesgrün und Mühlleithen. Gegen Ende des 18. Jahrhunderts bestand Langenbach aus 39 Anwesen (3 Gütlein, 12 halbe Gütlein, 2 Viertelgütlein, 10 Viertelhöfe, 12 Tropfhäuser) und einer Wehrzollstätte und einer Wildmeisterei. Die Hochgerichtsbarkeit sowie die Dorf- und Gemeindeherrschaft und Grundherrschaft über sämtliche Anwesen hatte das bayreuthische Kasten- und Richteramt Lichtenberg.
1791 fiel das Amt Lichtenberg an das Königreich Preußen. Von 1797 bis 1807 gehörte der Ort zum preußischen Justiz- und Kammeramt Naila. Danach stand es unter französischer Besatzung, 1810 wurde es dem Königreich Bayern einverleibt. Mit dem Gemeindeedikt wurde Langenbach dem 1808 gebildeten Steuerdistrikt Steinbach zugewiesen. Mit dem Zweiten Gemeindeedikt (1818) entstand die Ruralgemeinde Langenbach, zu der Hermesgrün und Mühlleithen gehörten. Sie war in Verwaltung und Gerichtsbarkeit dem Landgericht Naila zugeordnet und in der Finanzverwaltung dem Rentamt Lichtenberg. 1837 wurde Langenbach dem Landgericht Nordhalben und dem Rentamt Rothenkirchen (1919 in Finanzamt Rothenkirchen umbenannt) zugeordnet. Von 1862 bis 1880 und von 1888 bis 1931 wurde Langenbach vom Bezirksamt Teuschnitz verwaltet, von 1880 bis 1888 und ab 1931 vom Bezirksamt Naila (1939 in Landkreis Naila umbenannt). Die Gerichtsbarkeit blieb beim Landgericht Nordhalben (1880 in Amtsgericht Nordhalben umbenannt), von 1929 bis 1972 war das Amtsgericht Naila zuständig, seit 1972 ist es das Amtsgericht Hof. Die Finanzverwaltung wurde 1931 vom Finanzamt Lichtenberg übernommen, seit 1955 ist das Finanzamt Naila zuständig. 1964 hatte die Gemeinde eine Fläche von 4,924 km². Am 1. Mai 1978 wurde die Gemeinde Langenbach im Zuge der Gebietsreform in Bayern nach Geroldsgrün eingegliedert.

### Bau- und Naturdenkmäler

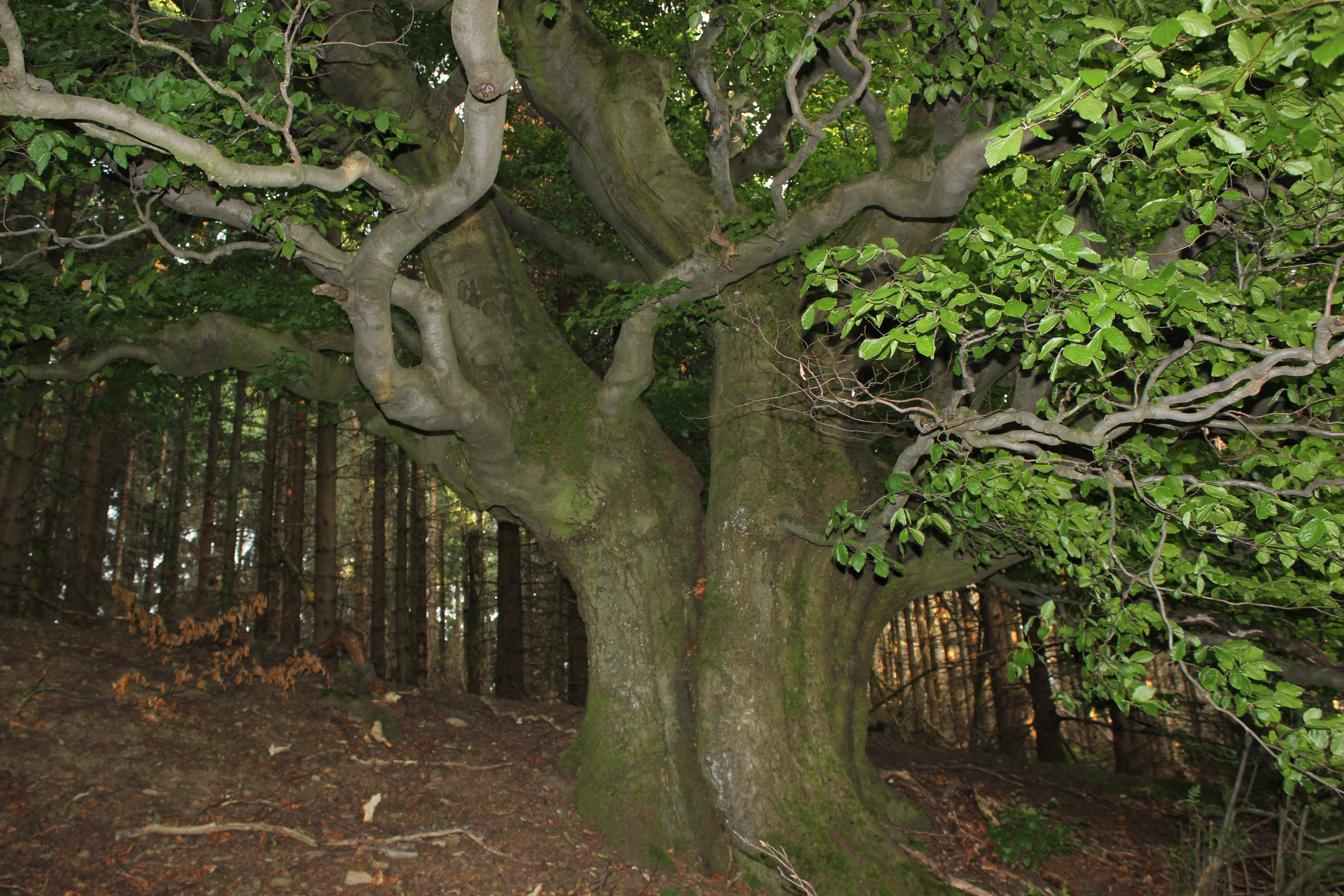
Rotbuche

In Langenbach gibt es drei Baudenkmäler:
- Alte Schulstraße 1: Ehemaliges Schulhaus
- Hauptstraße 33: Ehemaliges Forstamt
- Zwölf Apostelsteine

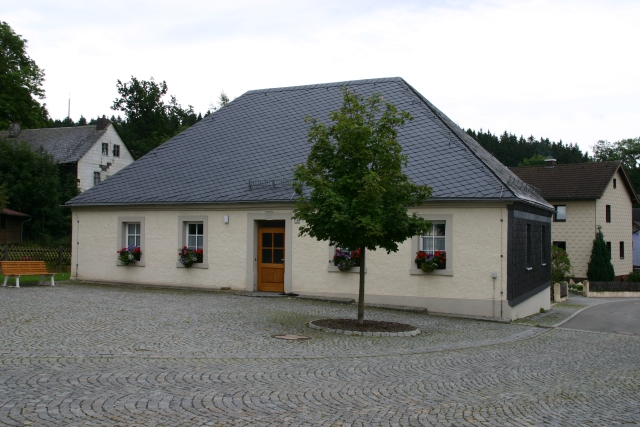
Altes Schulhaus
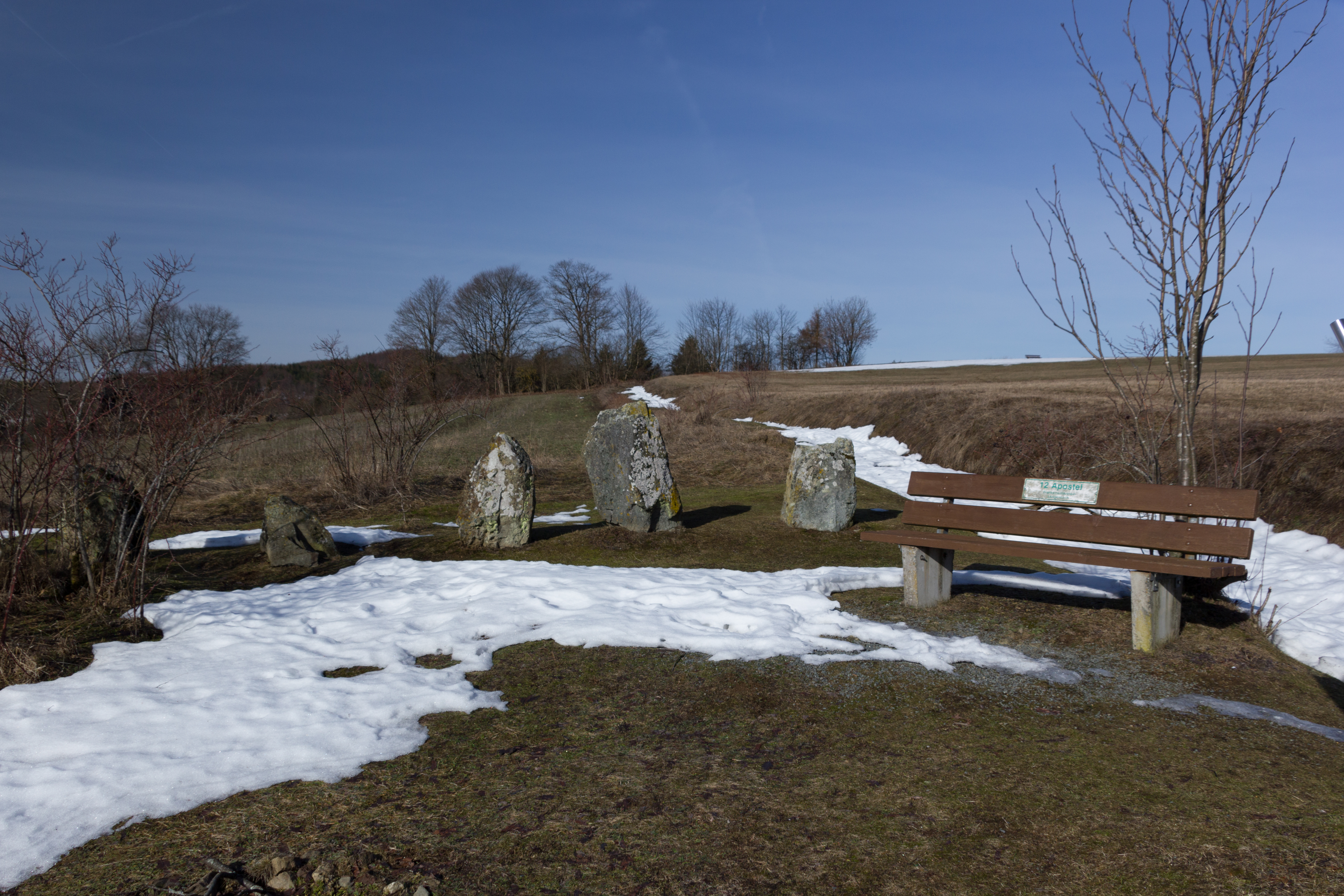
Die Zwölf Apostelsteine
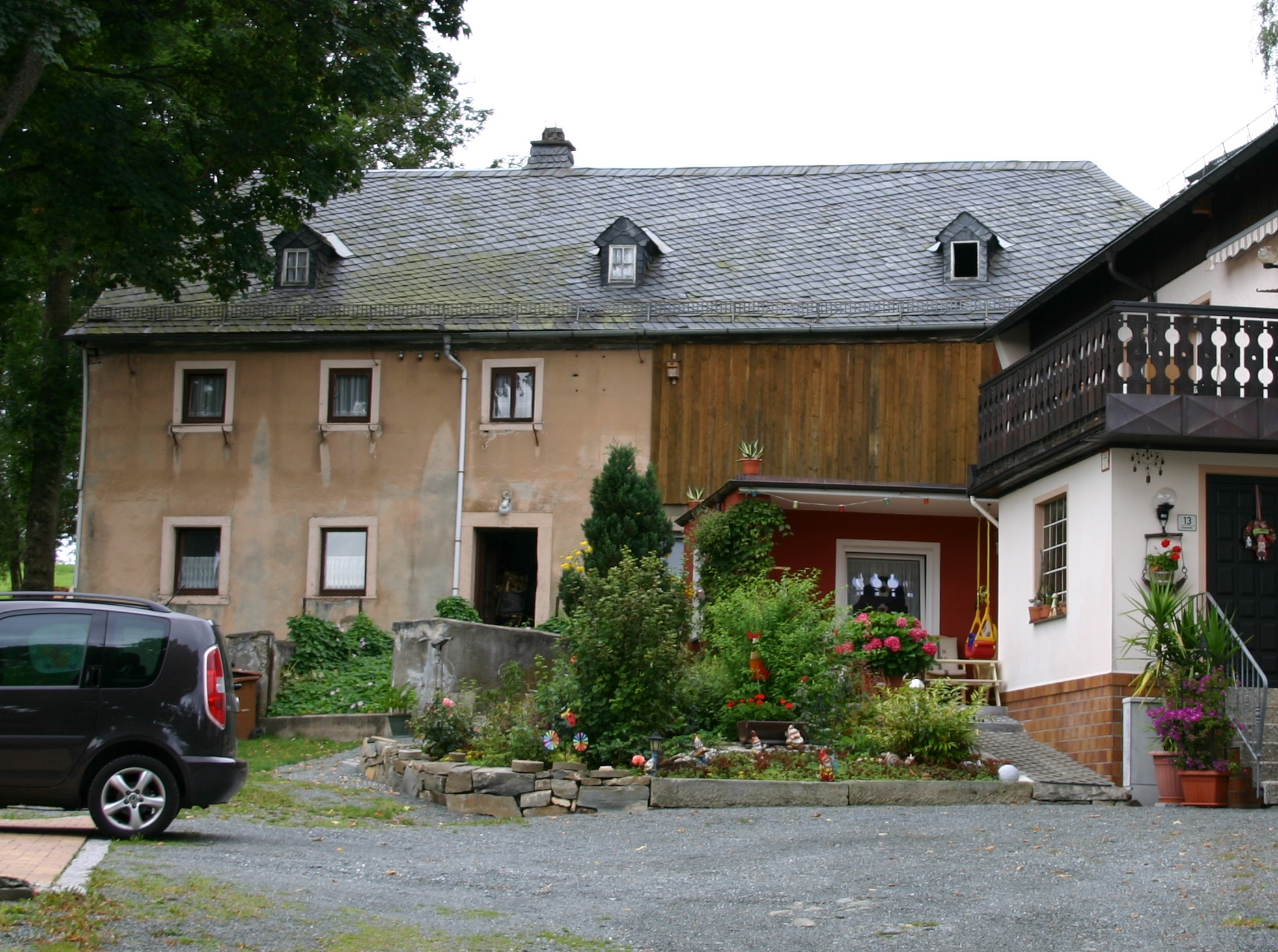
Wohnhaus
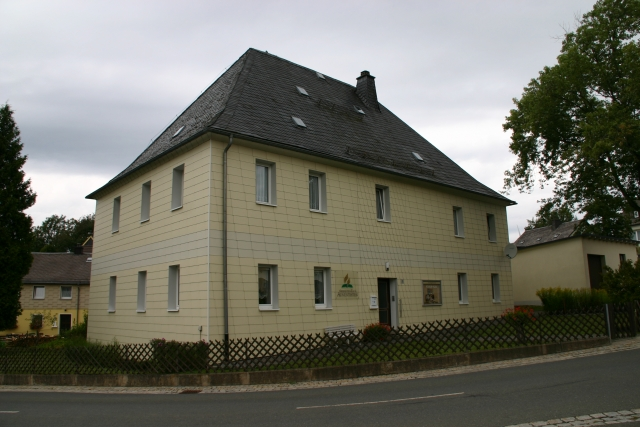
Ehemaliges Forstamt

ehemalige Baudenkmäler
- Evangelisch-lutherische Filialkirche St. Lukas, 1955/56 nach Entwurf von Rudolf Claasen (Coburg) errichtet.[14]
- Haus Nr. 12: Frackdachhaus der zweiten Hälfte des 18. Jahrhunderts; Erdgeschoss 1960 massiv erneuert, hofseitiges Obergeschoss Fachwerk mit Lehm-Stroh-Ausfachung, traufseitig verputzt, Giebel verbrettert.[14]
- Haus Nr. 18: Zweigeschossiges Wohnstallhaus, zwei zu sechs Achsen, mit Halbwalmdach; Erdgeschoss massiv, Obergeschoss Fachwerk mit Lehmziegelausfachung, traufseitig verputzt, Giebel verschiefert; Scheitelstein über der Wohnungstür bezeichnet „JHR No 18“ (=J. H. Röstel), über der Stalltür bezeichnet „1804“.[14]
- Haus Nr. 43: Eingeschossiges, verputzt massives Kleinhaus der zweiten Hälfte des 18. Jahrhunderts, zwei zu fünf Achsen, mit Halbwalmdach, Giebel verputztes Fachwerk mit Lehmausfachung.[14]
- Haus Nr. 62: Eingeschossiges, verputzt massives Walmdachhaus, zwei zu fünf Achsen; Scheitelstein des Türsturzes bezeichnet „1831“.[14]
- diverse Scheunen der zweiten Hälfte des 18. Jahrhunderts[14]

Eine Rotbuche, die 250 Meter südlich des Friedhofs auf einer Terrassenkante steht, ist ein Naturdenkmal.
- Rotbuche

### Einwohnerentwicklung
Gemeinde Langenbach
| Jahr      | 1819  | 1840   | 1852   | 1855   | 1861   | 1867   | 1871   | 1875   | 1880   | 1885   | 1890   | 1895   | 1900   | 1905   | 1910   | 1919   | 1925   | 1933   | 1939   | 1946   | 1950   | 1952   | 1961  | 1970   |
| Einwohner | 341   | 538    | 536    | 547    | 608    | 591    | 572    | 600    | 611    |        | 583    | 577    | 586    | 613    | 642    | 651    | 668    | 681    | 683    | 764    | 776    | 767    | 776   | 766    |
| Häuser    |       |        |        |        |        |        | 90     |        |        | 95     | 96     |        | 96     |        |        |        | 110    |        |        |        | 140    |        | 159   |        |
| Quelle    | [ 8 ] | [ 16 ] | [ 16 ] | [ 16 ] | [ 17 ] | [ 18 ] | [ 19 ] | [ 20 ] | [ 21 ] | [ 22 ] | [ 23 ] | [ 16 ] | [ 24 ] | [ 16 ] | [ 25 ] | [ 16 ] | [ 26 ] | [ 27 ] | [ 27 ] | [ 27 ] | [ 28 ] | [ 27 ] | [ 9 ] | [ 29 ] |

Ort Langenbach
| Jahr      | 001799 | 001819 | 001861 | 001871 | 001885 | 001900 | 001925 | 001950 | 001961 | 001970 | 001987 |
| Einwohner | 254    | 298    | 489    | 462    | 512    | 489    | 572    | 696    | 711    | 710    | 608    |
| Häuser    | 43     |        |        |        | 79     | 80     | 93     | 140    | 142    |        | 214    |
| Quelle    | [ 30 ] | [ 8 ]  | [ 17 ] | [ 19 ] | [ 22 ] | [ 24 ] | [ 26 ] | [ 28 ] | [ 9 ]  | [ 29 ] | [ 1 ]  |

## Religion
Der Ort ist seit der Reformation evangelisch-lutherisch geprägt und bis heute nach St. Walburga (Bad Steben) gepfarrt.